# Forever for Now
Forever for Now – trzeci album studyjny amerykańskiej piosenkarki LP. Został wydany 2 czerwca 2014 przez Warner Bros.

## Utwory
| 1.  | Heavenly Light                   | Dave Bassett, LP                    | 3:50 |
| 2.  | Night Like This                  | Nate Campany, LP, Mike Del Rio      | 4:00 |
| 3.  | One Last Mistake                 | Tom Hull, LP                        | 3:35 |
| 4.  | Tokyo Sunrise                    | PJ Bianco, LP                       | 4:24 |
| 5.  | Salvation                        | Josh Alexander, LP, Billy Steinberg | 3:49 |
| 6.  | Your Town                        | Claude Kelly, LP, Justyn Pilbrow    | 4:25 |
| 7.  | Free to Love                     | Kelly, LP, Pilbrow                  | 4:26 |
| 8.  | Levitator                        | LP, Marc Nelkin, Carl Ryden         | 3:53 |
| 9.  | Someday                          | LP, Isabella Summers                | 4:10 |
| 10. | Savannah                         | Alexander, LP, Steinberg            | 3:12 |
| 11. | Into the Wild                    | Bianco, LP                          | 3:54 |
| 12. | Forever for Now                  | LP, Summers                         | 4:10 |
| 13. | Road To Ruin (Japan Bonus Track) | LP, Summers                         | 4:45 |

## Autorzy
- LP – wokal, ukulele
- Kid Harpoon – ukulele
- Rob Cavallo – gitara
- Yogi Lonich – gitara
- Tim Pierce – gitara
- Justyn Pilbrow – gitara basowa, gitara
- Mike Elizondo – gitara basowa
- Chris Chaney – gitara basowa, bębny
- Oliver Charles – bębny, perkusja
- Gary Novak – bębny, perkusja
- Luis Conte – perkusja
- Isabella Summers – instrumenty klawiszowe, fortepian, syntezatory, perkusja
- Jamie Muhoberac – instrumenty klawiszowe
- Charlie Bisharat – skrzypce
- Caroline Campbell – skrzypce
- Vanessa Freebairn-Smith – wiolonczela
- Dane Little – wiolonczela